# Aragonés centro-oriental
El aragonés centro-oriental es la variante dialectal del aragonés que se habla en el Sobrarbe, concretamente entre el valle de Broto y el de Bielsa y entre el Cotefablo y el Cinca. Presenta las características fonéticas del aragonés central y léxico común con el aragonés oriental. Conserva bien elementos morfológicos y sintácticos desaparecidos del aragonés occidental y centro-occidental.

## Fonética
La -e final se conserva en casos que el aragonés general la perdió por apócope desde hace muchos siglos (ya no estaba presente en el aragonés medieval y no está presente en los residuos léxicos y topónimos aragoneses del castellano aragonés):
- Valle (en lugar de val), puande (en lugar de puent), fuande (en lugar de fuent).

El aragonés de la cuenca del Cinca (valle de Puértolas, valle de Tella y valle de Bielsa), pierde por apócope la -o final en más casos que el aragonés general, fenómeno que observamos también en chistabino en continuidad geográfica. Este fenómeno se encuentra más a su vez detrás de -n- y -l-, pero se halla también detrás de -y-:
- cul, goi, truc, truen, chiner, ferrer...

De acuerdo con el aragonés central presenta una menor resistencia a la sonorización de las oclusivas sordas intervocálicas latinas que el aragonés general, conservándose localmente en palabras como capeza (cabeza) o vita (vida), aunque no en otras como presiego, que presentan la sorda conservada en aragonés meridional. La conservación afecta al participio, que es en -ato o -ito en vez de las formas generales en -au o -iu.
En la evolución del grupo latino -CT- encontramos con cierta frecuencia formas en -t-, que corresponden a -it- en aragonés general: feto (hecho), muto (mucho)... que pueden coexistir con la forma general feito y con formas castellanizadas como fecho.
El bergotés, el del valle de Vio y de la Solana presentan mayor tendencia que otras variantes de aragonés a la sonorización detrás líquida, coincidiendo con el tensino, que es centro-occidental:
- Grupo -MP- > -mb-:
  - Cambo en Panticosa, Torla-Ordesa, Oto, Broto, Buesa, Fanlo, Buisán, Yosa.
  - Tramba en Torla-Ordesa
  - Embolla: ampolla (muy extendido)
- Grupo -NT- > -nd-:
  - Planda y punda en Vio y Panticosa
  - Candal, Sendir, Fuande, Puande, Undar, solo en Vio.
- Grupo -NK- > -ng-:
  - Blango, bango, chungo, barrango, palanga
  - Cingüenda (Panticosa)
- Grupo -LT- > -ld-:
  - Aldo, buldorín, saldo, suarde, sangardana
- Grupo -RT- > -rd-:
  - Chordica/Xordica (muy extendido)
- Grupo -RK- > -rg-:
  - Forgancha

La evolución de la -X-, -SK- y -PS- latina es en -ix-, como en aragonés oriental, a diferencia del aragonés occidental y centro-occidental.

## Morfología
Las primeras personas de los pasados imperfectos de indicativo acaban en -abe, -ebe, -ibe, coincidiendo con el chistabino:
- puyabe, metebe, ubribe.

Algunas variantes conservan una conjugación como verbo incoativo para algunos verbos de la tercera conjugación o conjugación en -ir.
El pasado imperfecto de subjuntivo no presenta vocal final en la primera persona singular y la tercera persona singular, acabando en -ás, -és, -ís en lugar de -ase, -ese, -ise del aragonés centro-occidental y occidental y coincidiendo con el que se halla en algunos textos medievales.
- yo aduyás, yo debés, yo partís.

Hay una mejor conservación de los participios fuertes que en otras variantes de aragonés.
Indefinidos belaún, belauna (algún, alguna) con variantes, que se usan desde el tensino hasta el patués.
Uso de los adverbios guaire, nunca, cosa con sentido positivo en oraciones interrogativas y condicionales. Se documenta en el belsetano y el aragonés del valle de Tena, al igual que en patués.

## Sintaxis
El aragonés del valle de Vio, del valle de Tena y el belsetano mantienen o mantenían hasta hace poco tiempo todavía el uso del verbo ser como verbo auxiliar en algunos verbos intransitivos, aunque en decadencia, porque el belsetano ha perdido recientemente el uso de este verbo auxiliar en los verbos de movimiento.

## Variantes
Son hablas aragonesas centro-orientales:
- Aragonés de la ribera de Fiscal
- Aragonés bergotés
- Aragonés del valle de Vio
- Aragonés del valle de Puértolas
- Aragonés del valle de Tella
- Aragonés belsetano

El aragonés de Sierra Ferrera presenta actualmente una fonética parecida al chistabino o fobano, clasificadas como aragonés oriental.
- Datos: Q19704045